# Veden Varaan
Veden Varaan es el nombre del quinto álbum de la banda finlandesa PMMP; quiere decir en finés Reserva de Agua. Se lanzó el 23 de marzo de 2009. De este álbum se han lanzado los sencillos Viimeinen valitusvirsi, Lautturi, Pariterapiaa y Lapsuus loppui. Se trata del álbum más exitoso de la banda y el más vendido del año 2009 en Finlandia, además de ser merecedor de numerosos premios y reconocimientos.

## Lista de canciones
1. Kuvia.(Fotos)
2. San Francisco. (San Francisco)
3. Lautturi.(Barquero)
4. Viimeinen valitusvirsi.(El último Lamento)
5. Taajama.(Urbano)
6. Pariterapiaa.(Terapia de Pareja)
7. Merimiehen vaimo.(El Marinero de la Mujer)
8. Tulva.(Inundación)
9. Lapsuus loppui.(Terminó con la Infancia)
10. Se vaikenee joka pelkää.(Se trata de su Silencio)

## Sencillos extraídos
- Viimeinen valitusvirsi.
- Lautturi
- Pariterapiaa
- Lapsuus loppui

- Datos: Q4354660